# Planjsko (Słowenia)
Planjsko – wieś w Słowenii, w gminie Majšperk. W 2018 roku liczyła 51 mieszkańców.